# Meistaraflokkur 1954
La Meistaraflokkur 1954 fu la 43ª edizione del campionato di calcio islandese concluso con la vittoria del ÍA al suo terzo titolo.

## Formula
Le sei squadre partecipanti disputarono un turno di sola andata per un totale di cinque partite.

## Squadre partecipanti
| Club     | Città     | Posizione 1952     |
| -------- | --------- | ------------------ |
| Fram     | Reykjavík | 3º girone A        |
| KR       | Reykjavík | 2º girone A        |
| Valur    | Reykjavík | Finalista          |
| Víkingur | Reykjavík | 2º girone B        |
| ÍA       | Akranes   | Campione d'Islanda |
| Þróttur  | Reykjavík | 3º girone B        |

Tutti gli incontri si disputarono allo stadio Melavöllur, impianto situato nella capitale.

## Classifica finale
|                    | Pos. | Squadra  | Pt | G | V | N | P | GF | GS | DR  |
| ------------------ | ---- | -------- | -- | - | - | - | - | -- | -- | --- |
| Islanda (bandiera) | 1.   | ÍA       | 9  | 5 | 4 | 1 | 0 | 20 | 4  | +16 |
|                    | 2.   | KR       | 8  | 5 | 3 | 2 | 0 | 9  | 6  | +3  |
|                    | 3.   | Fram     | 5  | 5 | 2 | 1 | 2 | 21 | 11 | +10 |
|                    | 4.   | Valur    | 4  | 5 | 1 | 2 | 2 | 4  | 6  | -2  |
|                    | 5.   | Þróttur  | 3  | 5 | 1 | 1 | 3 | 5  | 22 | -17 |
|                    | 6.   | Víkingur | 1  | 5 | 0 | 1 | 4 | 2  | 12 | -10 |

Legenda:

      Campione di Islanda
Note:

Due punti a vittoria, uno a pareggio, zero a sconfitta.

### Verdetti
- ÍA Campione d'Islanda 1954.